# Plocoglottis maculata
Plocoglottis maculata är en orkidéart som beskrevs av Rudolf Schlechter. Plocoglottis maculata ingår i släktet Plocoglottis och familjen orkidéer. Inga underarter finns listade i Catalogue of Life.